# 深度撞击号
深度撞击号（英語：Deep Impact）是美国国家航空航天局的彗星探测器，设计用于研究坦普尔1号彗星核心的成分。探测器于2005年1月12日成功发射，同年7月3日释放撞击器，并于2005年7月4日05时44分（UTC時間）成功撞击坦普尔1号彗星的彗核，地球在8分钟后接收到撞击事件的发生。
此前针对彗星的太空任务，如乔托号和星尘号都是飞掠任务，仅仅进行拍摄和远距离彗核探测。深度撞击号是第一个激起彗星表面的物质的探测任务。任务引发了公众媒体、科学家和业余天文爱好者的广泛关注。在主要探测任务结束后，深度撞击号被EPOXI任务用于研究地外行星和哈特雷2号彗星。
美國太空總署2013年9月20日宣佈深度撞擊號因軟件故障，未能控制太陽能板正對太陽，搭載的電池消耗殆盡，寒冷的氣溫破壞機載設備，基本上凍結它的電池和推進系統。在失去聯絡一個月後，美國太空總署唯有將彗星研究任務結束。

## 科学目标
深度撞击号任务旨在帮助解答关于彗星的基本问题，诸如彗核的成分、撞击造成的撞击坑深度、彗星的形成地点等。通过对撞击及其余波的观测，天文学家希望确定彗星内核与外层的差异，以探究彗星的形成过程
该任务由马里兰大学的天文学家麦克·阿赫恩主持。他领导的科研小组成员来自康奈尔大学、马里兰大学、亚利桑那大学、布朗大学、贝尔顿太空探测计划（Belton Space Exploration Initiatives）、喷气推进实验室、夏威夷大学、科学应用国际公司、鲍尔航天公司以及马克斯·普朗克地外物理学研究所。

## 任务简介

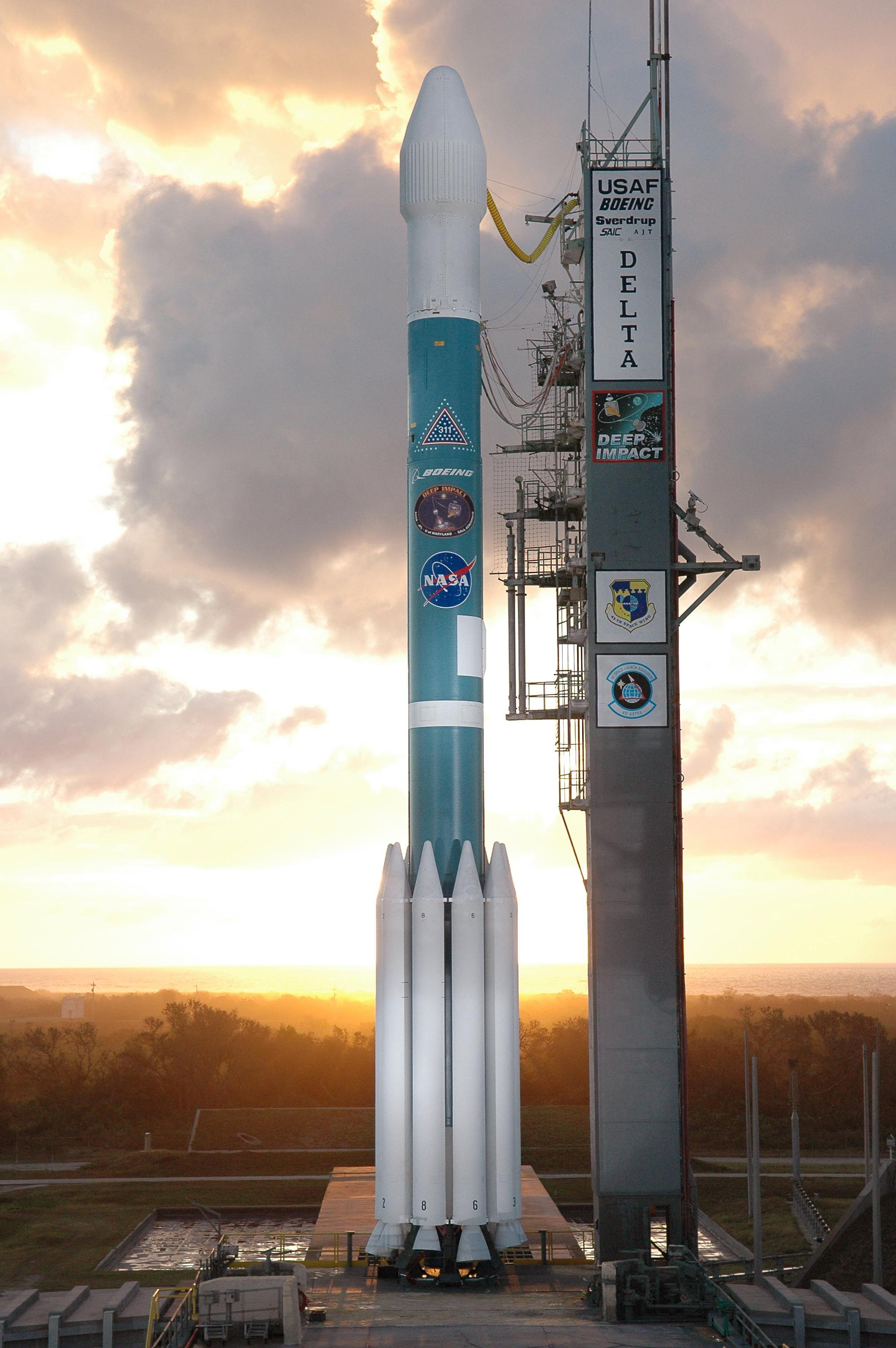
深度撞击号准备搭载德尔塔II型火箭发射

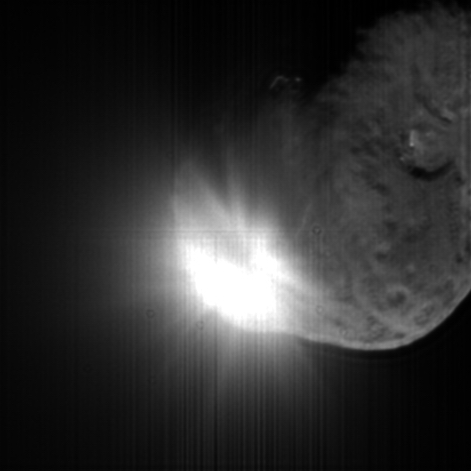
撞击器撞擊13秒後拍摂到的彗核

在2005年1月12日发射之后，深度撞击号经过174天长达4.29亿千米的飞行抵达坦普尔1号彗星，平均巡航速度为28.6千米/秒（10.3万千米/小时）。探测器在2005年7月3日抵达彗星附近时，自动分成撞击器和飞越探测器两部分。撞击器利用推进装置向彗星靠近，在24小时后以10.3千米/秒（3.7万千米/小时）的相对速度撞击彗星。撞击器为重370千克的铜质射弹，动能达1.96×1010 焦耳，相当于4.7吨TNT释放的能量。科学家相信高速撞击的能量足以凿出100米宽的坑。但撞击坑的真实大小在撞击后的一年内仍旧未知。
撞击后十分钟，飞越探测器在距离彗核500千米的近距离飞掠并拍摄了弹坑位置、喷出物和彗核。整个撞击事件都被地基望远镜（位於夏威夷及美國本土西部的觀測站）和轨道望远镜（包括哈勃太空望远镜、钱德拉X射线天文台、斯皮策空间望远镜、XMM-牛顿卫星、星系演化探测器、亚毫米波天文卫星）所记录；同时撞击事件也被撞击时距彗星8000万千米的欧洲罗塞塔太空探测器的相机和分光仪观测到，撞击激起的尘埃和气体的成分也得到测定。
该任务与1998年一部描述彗星撞击地球的电影同名，但这只是巧合。任务背后的科学家和电影的制作者几乎在同一时间独立地想出了这个名字。

## 探测器设计和仪器
深度撞击号由两个主要部分组成：用于撞击彗星的铜核心“智能撞击器”和在安全距离外拍摄坦普尔一号彗星的飞越探测器。

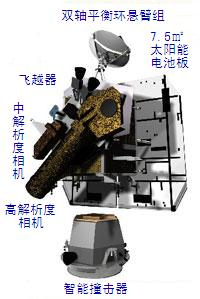
深度撞击号探测器结构

### 飞越探测器

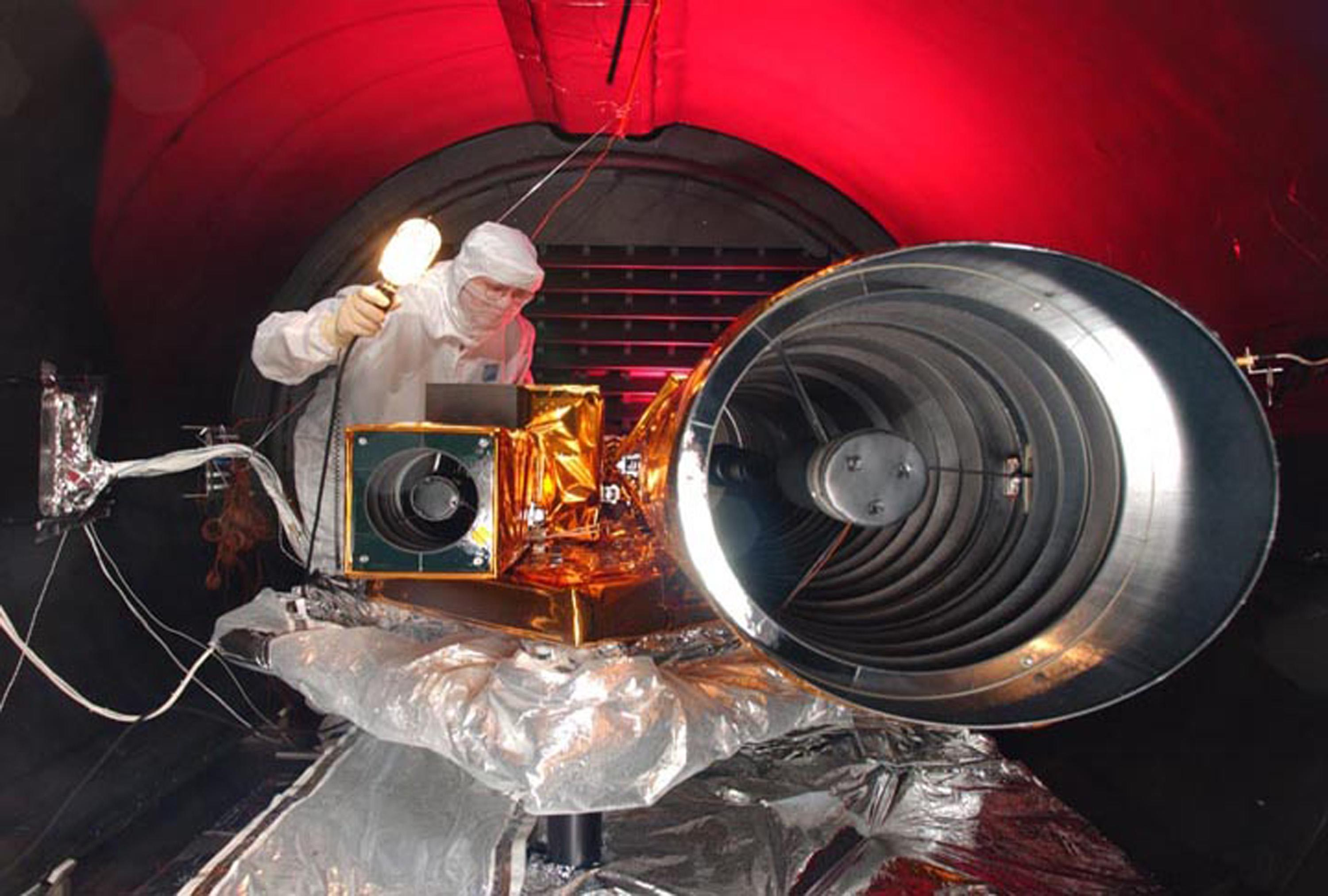
鲍尔航天公司的工作人员正在对飞越探测器的仪器进行热真空测试。其中右边为高解析度相机，左边为中解析度相机

飞越探测器长3.2米、宽1.7米、高2.3米，拥有两块太阳能电池板、一个碎片盾以及数个科学仪器。科学仪器分别用于成像、红外光谱探测和靠近彗星的光学导航。科学仪器的质量为90千克，相遇时消耗的功率达92瓦。为使飞越探测器保持三轴稳定，它还装备有一个联胺推进器，可以提供5000牛·秒的总冲量，燃料质量则占到了86千克。飞越探测器使用一个直径1米、工作在X波段的抛物线天线与地球联系。飞越探测器和撞击器之间则以S波段沟通，上行速度为125比特/秒，下行速度达175比特/秒。飞船获取的科学数据存储在两台互为备份的RAD750型电脑之中，这种电脑以IBM的 PowerPC 750为基础，各拥有309兆字节的空间，且经过防辐射处理以防御宇宙射线。
探测器还携带了两个相机：高解析度相机（HRI）和中解析度相机（MRI）。高解析度相机是由一个带有滤光轮的可见光波段相机以及一个称作“光谱成像模块（SIM）”的红外分光仪组成，其中红外分光仪工作在1.05～4.8微米波段。高解析度相机主要用来观测彗核。中解析度相机是备用设备，主要用于抵达前最后10天的导航。中解析度相机也有由一组略有差异的滤光片组成的滤光轮。:44-45

### 撞击器
深度撞击号的撞击器部分有一个名为“撞击目标传感器（ITS）”的装置，它和中解析度相机光学部分相同，但是没有滤光轮。该仪器有双重作用：检测撞击器的轨道和近距离拍摄彗星。从释放到撞击的这段时间内，撞击器共需调整四次轨道。当撞击器接近彗星表面时，相机会拍摄彗核的高解析度照片（高达0.2米/像素）并实时传送到飞越探测器，直至撞击器撞毁。撞击器的最后一张照片是約在38km外所拍下，當時距撞击彗星還有3.7秒。
撞击器的有效载荷称为弹坑质量（Cratering Mass），完全由铜制成，占到撞击器总质量的49%。之所以用纯铜制作，是因为科学家们预期彗星内不会有铜的存在，如此可以从分光仪中排除铜元素的影响，同时也能减少撞击时产生的碎片，以免干扰科学仪器工作。此外，相对于爆炸物来说，使用铜作为荷载更加廉价。

## 任务历程

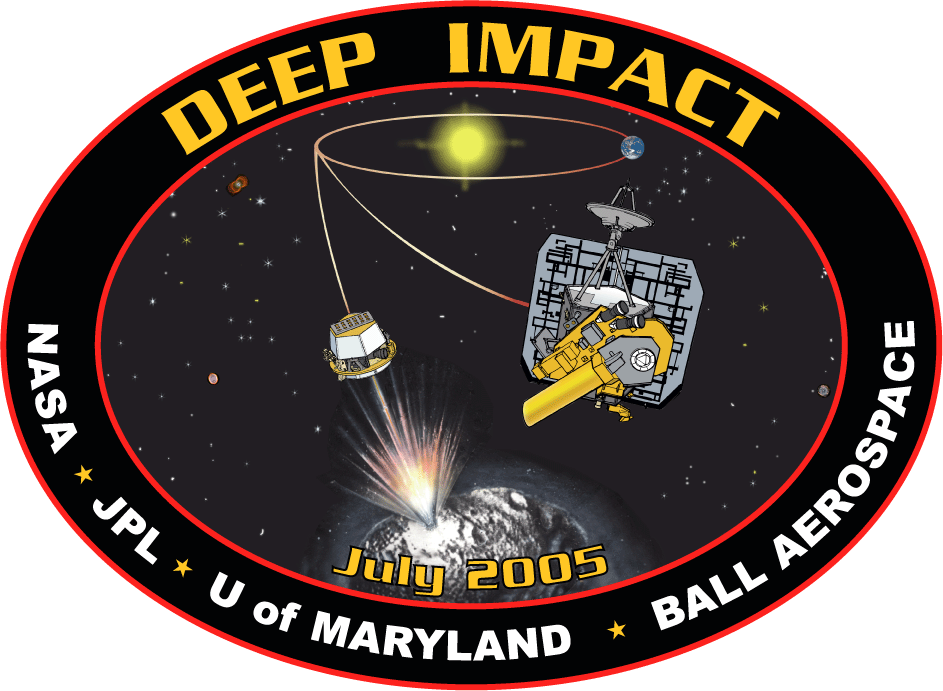
深度撞击号任务臂章

### 发射前

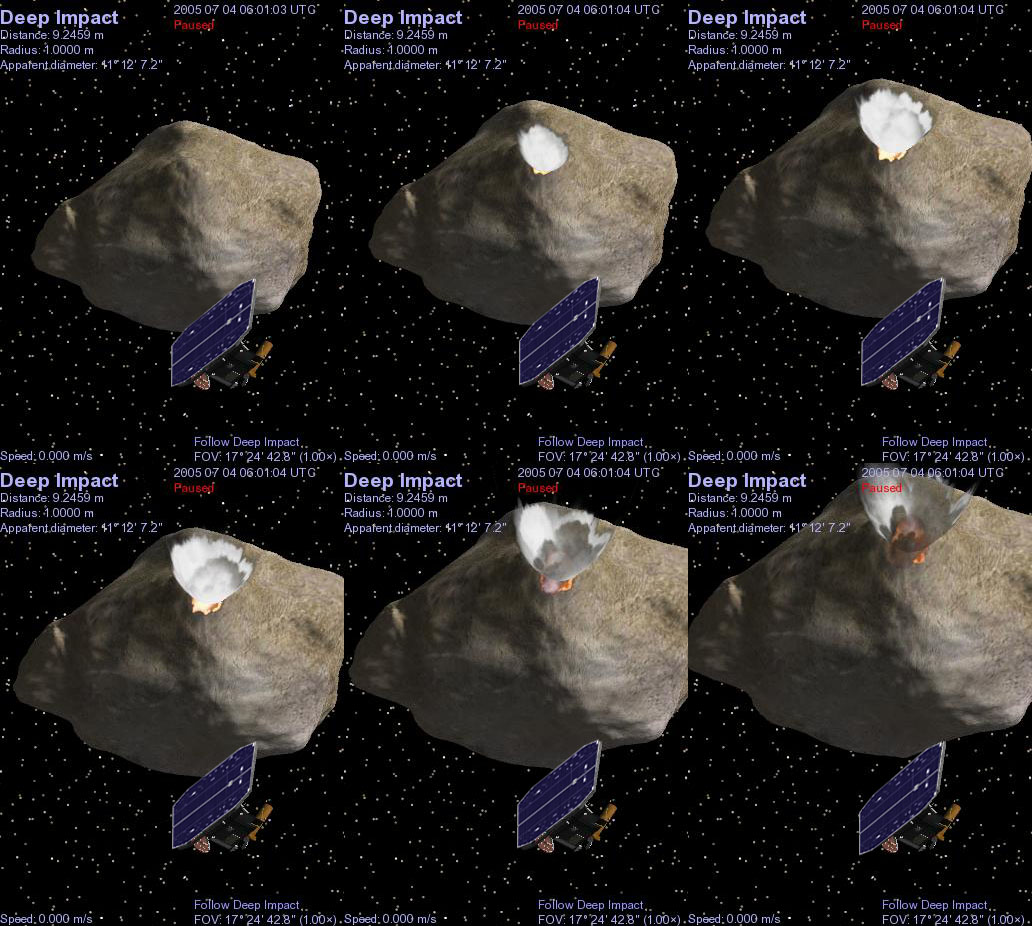
使用天文软件Celestia模拟深度撞击号撞击器与坦普尔1号彗星相撞。太阳和地球在右侧。注意：深度撞击号面朝错误的方向。太阳能电池板应该面向太阳；高增益天线应该指向地球。

彗星撞击任务由NASA在1996年首次提出，但那时NASA的工程师对于是否能撞击到目标尚持怀疑态度。1999年，原计划经过改进和技术升级後，以“深度撞击”的名稱提出，并得到NASA的低成本探测器探索计划的认可和资金支持。探测器的两个组成部分（撞击器和飞越探测器）和三个主要仪器由美国科罗拉多州博尔德的鲍尔航天技术公司制造和集成。开发探测器所需的软件共用时18个月，应用程序代码由2万行和19个不同应用程序线程组成。航天器制造与任务执行总共花费3.3亿美元。

### 发射和试运行阶段
探测器原本计划在2004年12月30日发射，但是NASA官员为了有更多时间测试软件而推迟了这次发射。之后在2005年1月12日美国东部时间13:47（UTC时间18:47）在卡纳维拉尔角由德尔塔II号火箭发射成功。
深度撞击号在发射后第一天的狀態不稳定。在进入太阳轨道并展开太阳能电池板之后不久，探测器便进入安全模式。问题产生的原因只是探测器的RCS推进器催化剂床的温度限制保护逻辑出现小错误。推进器用于在第三阶段分离时防止探测器翻滚。NASA随后宣布探测器一切正常并脱离安全模式。
2005年2月11日，深度撞击号携带的火箭按计划点火，以修正探测器的路线。由于这次修正足够精确，预定在3月31日的修正被取消。试运行阶段确认所有仪器均已激活并正常工作。测试期间，发现高解析度相机在经历高温阶段后对焦不準。任务成员在6月9日宣布可以使用图片处理软件和数学的反卷积方法来修正到预期的解析度。

### 巡航阶段
“巡航阶段”在2005年3月25日试运行阶段结束后马上开始，此阶段持续了60天直到靠近坦普尔1号彗星。4月25日，探测器在6400万千米之外获取到彗星的第一张照片:37。
5月4日，探测器进行了第二次轨道修正。火箭引擎工作95秒后，探测器的速度改变了18.2千米/小时。美国航天局喷气推进实验室的该项目负责人里克·格莱美尔（Rick Grammier）评论这次轨道修正时说，“探测器状态好极了，这次点火一丝不差，堪称范本”。

### 抵达阶段
抵达阶段是交会前60天到前5天的时期。60天是深度撞击号探测器的高解析度相机预期能够探测到彗星的最早时刻。实际上探测器在撞击前69天就已经提前于计划捕捉到彗星了（参见上述巡航阶段）。该里程碑标志着一个密集获取彗星轨道、研究彗星自转、活动和尘埃环境时期的开始。:38
6月14日和22日，深度撞击号探测到彗星的两次爆发活动，其中的后者比前者大6倍。探测器根据不同距离的恒星的影像确定它当前的轨道和位置。喷气推进实验室的任务合作负责人唐·约曼斯指出“信号传到地球需要7½分钟，所以不能实时操控探测器。你得使得飞越探测器和撞击器具有智能，在做事情之前有提前判断的智慧”。6月23日，倒数第二次的轨道修正成功完成。探测器以6米/秒的速度变化足以调整抵达彗星的飞行路径，使撞击器的目标限制在100千米宽的窗口内。
- 2005年4月25日拍摄，距撞击还有69天
- 2005年5月30日拍摄，距撞击还有35天
- 2005年6月15日拍摄，距撞击还有19天
- 2005年6月21日拍摄，距撞击还有13天
- 2005年6月27日拍摄，距撞击还有7天，抵达阶段終點

### 撞击阶段

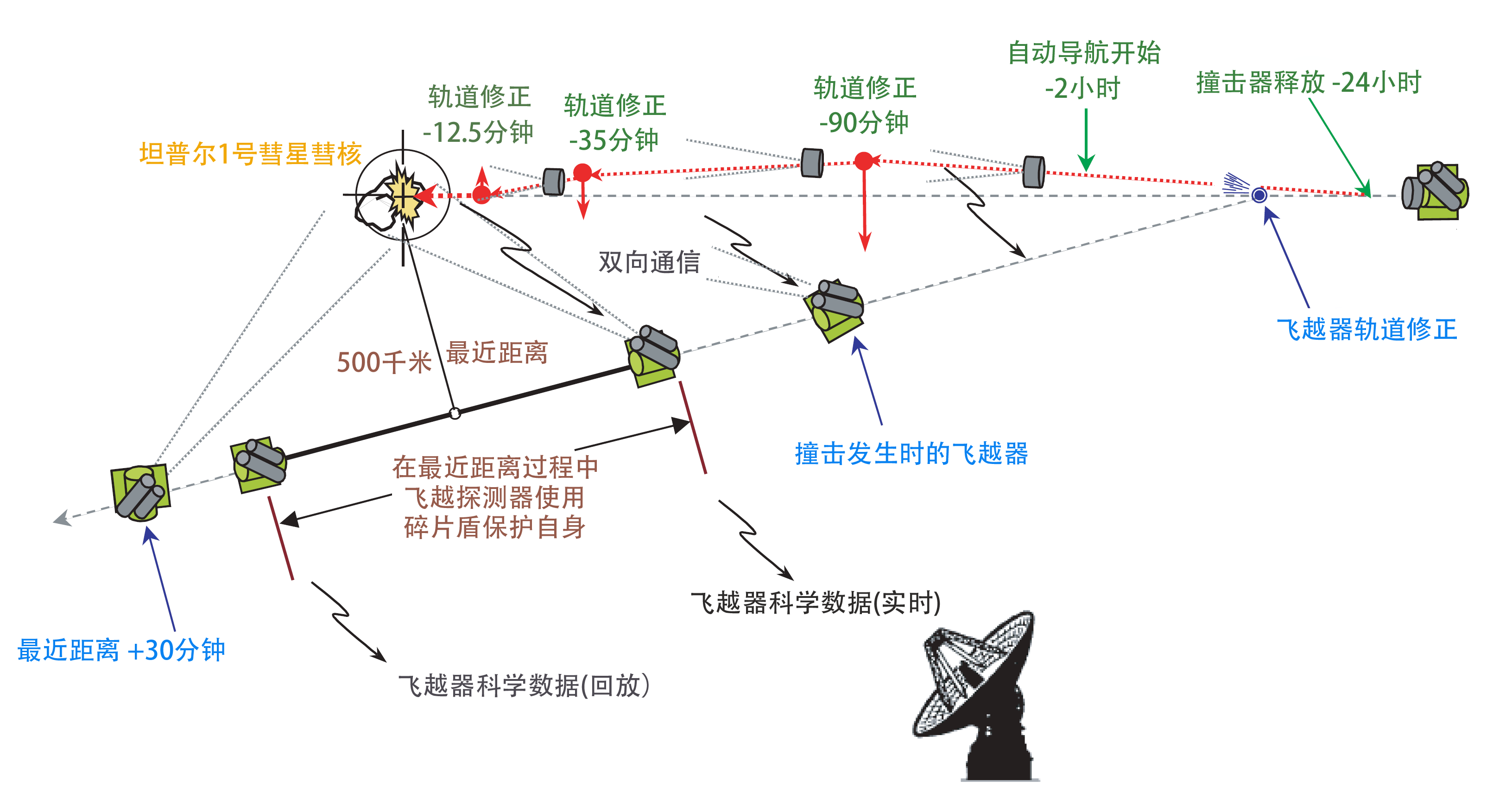
深度撞击号与彗星的交会时序图

撞击阶段开始于撞击前的5天，即2005年6月29日。在7月3日6时整（地面接收时间为6:07 UTC）撞击器和飞越探测器成功分离。撞击器携带的仪器拍摄的第一张照片是在分离2小时后。
为了避免毁坏，飞越探测器采取了两种预案之中的一种规避机动措施。报告显示，减速火箭工作14分钟后，飞越探测器和撞击器的通信联系工作完全正常。撞击器在撞击前的2小时内执行了3次轨道修正。
按照计划，撞击器将迎头撞向坦普尔1号彗星。撞击发生在7月4日05:45 UTC（地面时间05:52 UTC，误差小於3分钟，单程通信时间为7分26秒） ，与预定撞击时间相差不到1秒。
撞击器在撞击前的3秒发回了影像资料。大部分的数据存储在飞越探测器上，在接下来的数天内，地球一共接收到HRI、MRI、ITS相机拍摄的約4,500张照片。撞击产生的能量接近引爆5吨TNT炸药，使得彗星比平时要亮6倍。
- 撞击器刚分离时，飞越探测器拍摄的撞击器的影像
- 撞击器在撞击前不久拍摄的彗星，距离彗星150千米
- NASA TV播放的撞击瞬间
- 撞击动画
- 撞击时的HRI Visual CCD动画

## 撞击结果

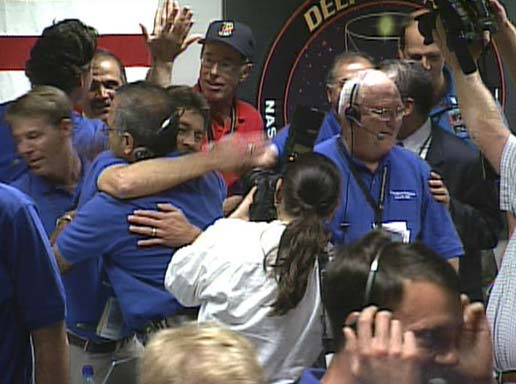
撞击成功后，任务小组成员互相庆祝

直到撞击后的5分钟，即美国东部时间01:57（06:57 UTC），任务控制才宣告成功。得到成功撞击的消息后，任务控制小组的成员鼓掌并互相拥抱以庆祝这一喜讯。唐·约曼斯（Don Yeomans）向媒体宣布结果时说，“我们撞上的位置正是我们想要的”；喷气推进实验室主任查尔斯·叶拉奇（Charles Elachi）宣布“成功超出我们的预期”。
在UTC时间2005年7月4日08:00公布的撞击后简报中展示了第一张处理过的彗星撞击坑图像。NASA科学家声稱他们看不到撞击后形成的撞击坑，但之后发现撞击坑直径100米，深30米。任务的合作研究者之一露茜·麦克法登（Lucy McFadden）說：“我们事先没有预料到任务成功的一部分（明亮的尘埃云）会影响另一部分（看见生成的撞击坑）。但遇到没有预见的事情，这就是科学之所以有趣原因之一”。雨燕卫星的数据分析显示彗星持续释放了13天的气态物质，在撞击后第5天达到巅峰。撞击使得彗星一共失去500万千克的水以及1000万到2500万千克的尘埃。
初步的分析结果表明彗星含有比预期中更多的尘埃以及更少的冰，这让研究者感到惊讶。天文学家能够明确排除的彗星模型只有会使彗星变得松散的多孔模型。另外，构成彗星的材料颗粒更加细小，科学家们把这比作滑石粉而不是沙子。其他在撞击光谱中发现的成分有粘土、碳酸盐、钠以及硅酸盐结晶。粘土和碳酸盐需要液态水才能形成，而钠在太空中很罕见。同时观测显示彗星大约75%的体积都是空的，有天文学家把彗星的外表面的组成比作防雪堤。天文学家还表现出对不同彗星的兴趣，确定它们是否有类似的组成或在太阳系形成时期产生的存在于彗核深处的不同材质。
基于对彗星内部化学的分析，天文学家推测该彗星可能形成于天王星和海王星之间的奥尔特云。在远离太阳的地方形成的彗星有更多的低凝固点冰，如出现在坦普尔1号彗星内的乙烷。与坦普尔1号彗星有着类似成分的彗星，很可能与之形成于同一区域。

### 环形山

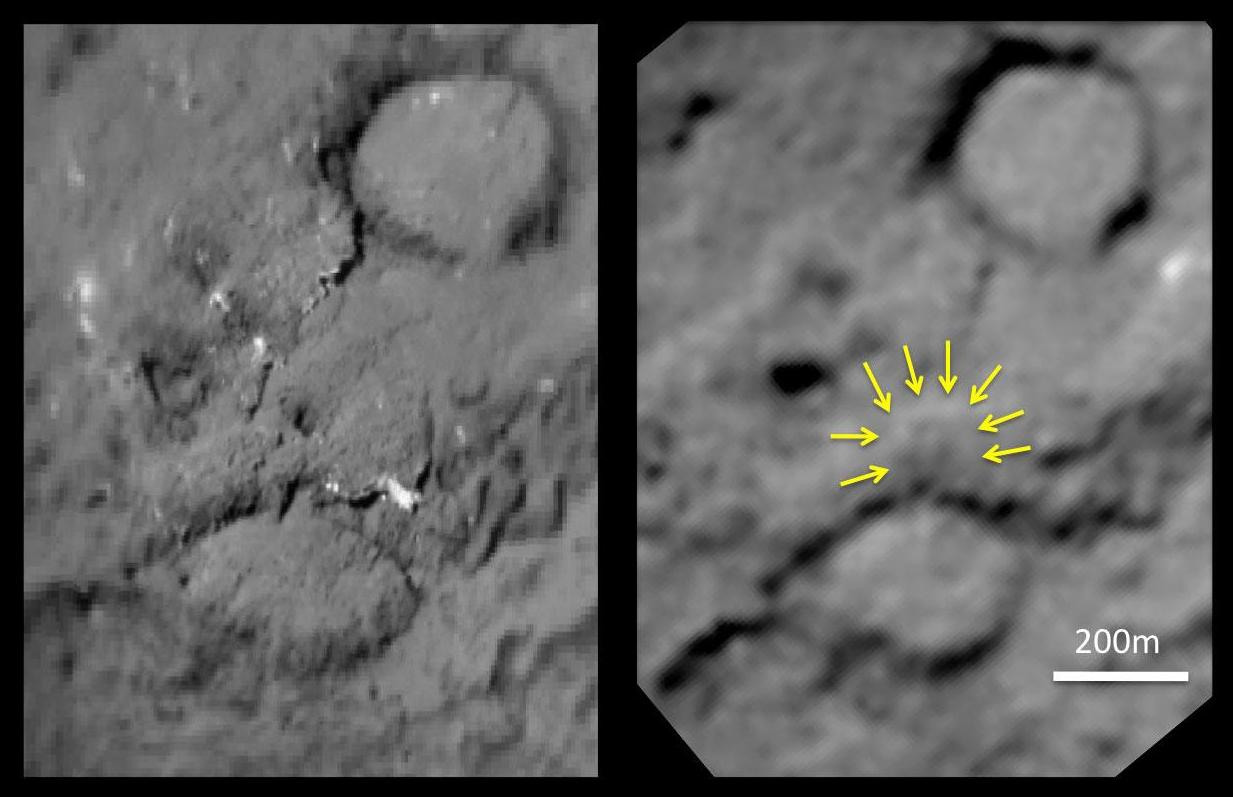
深度撞击号和星尘号拍摄的照片对比，右图可以看到撞击产生的坑洞。

由于深度撞击号任务拍摄的照片品质不尽如人意，2007年7月3日，NASA批准了坦普尔1号新探测任务（ 1，缩写为）。该任务利用了2004年探测过怀尔德2号彗星的星尘号探测器。在2011年2月15日04:42（UTC时间），进入新轨道的星尘号离坦普尔1号彗星只有约200千米。这是人类首次对一颗彗星进行重访，为研究深度撞击号的产生的撞击坑、以及最近一次彗星接近太阳的变化提供了绝佳的机会。
2011年2月15日，NASA的科学家从星尘号拍摄到的照片中分辨出了深度撞击号产生的撞击坑。坑洞直径估计约150米，在中心有明亮的中心山，很有可能是深度撞击号的铜制撞击器撞入后形成的。

## 公众关注点

### 媒体报道和反应

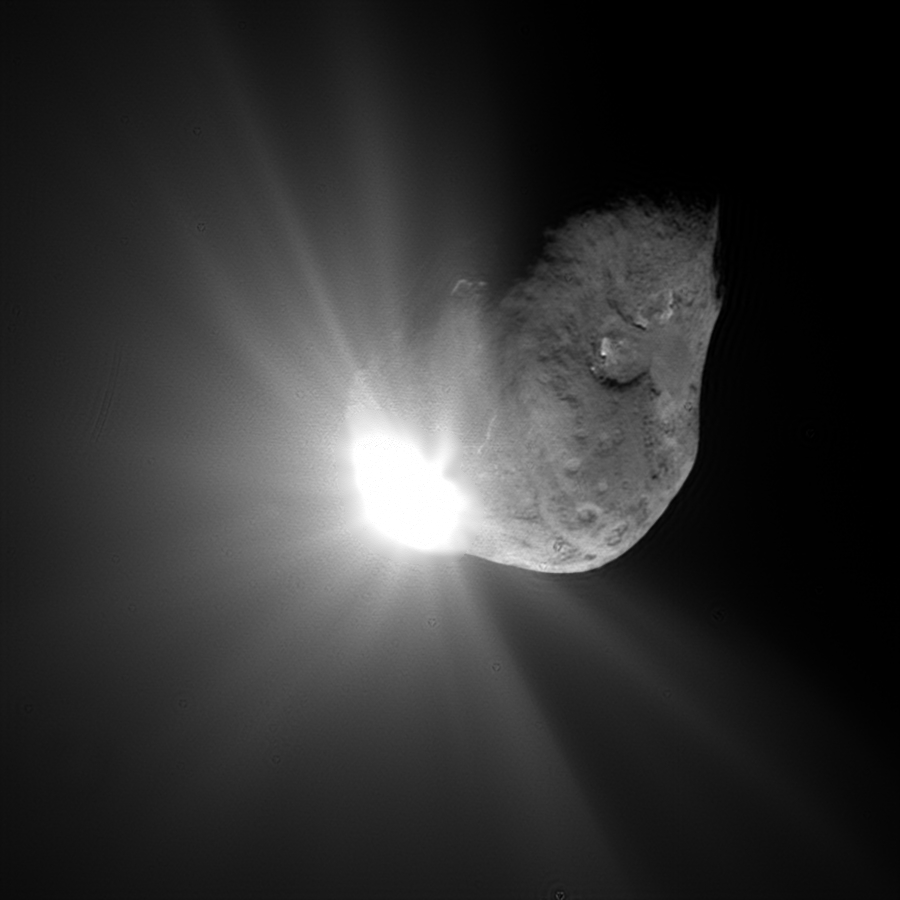
撞击后不久的彗核。该图在媒体中广为使用。

这次撞击成为网络、电视和书报杂志关注的焦点。对于撞击的结果，专家们持有迥异的态度。他们讨论着撞击器是会直接撞上彗星并从另一边穿出，还是产生撞击坑，还是在彗星内部打出一个洞或者其他可能。撞击前24小时，喷气推进实验室的飞行队私下里表示，如果不发生任何不可预见的技术故障，他们深信探测器能够拦截到坦普尔1号彗星。一名资深人员说“我们所有能做的只有坐下来等。所有从技术上保证撞击的事情我们都做了”。在撞击前的最后几分钟里，超过一万人在夏威夷威基基海滩的大屏幕观看这次撞击。
专家用一小段话向公众简介了该任务。伦敦玛丽王后大学的艾文·威廉姆斯（Iwan Williams）说“这就像蚊子撞上了波音747。我们发现那蚊子不只是在表面刮擦，实际上它已经穿透了挡风玻璃”。
撞击发生一天后，俄罗斯占星家玛丽娜·贝（Marina Bay）要求支付3亿美元，因为“破坏了宇宙的自然平衡力”。她的律师要求公众帮助谴责“撞击改变了彗星的磁性，这可能影响地球上的手机通话。如果你的电话今天上午宕机了，问问你自己这是为什么，然后联系我们”。2005年8月9日，莫斯科普列斯妮娅区法院驳回玛丽娜·贝的诉讼。一名俄罗斯物理学家说撞击对地球毫无影响，“彗星在撞击后的轨道变化只有10厘米”。
中国的研究人员以“深度撞击”任务为例，强调美国科学的高效率，以赢得公众的支持，从而保证获得长期研究资金的可能性。但中国空间技术研究院研究员庞之浩也坦承“在中国，公众对我们的科学家在做什么毫不知情，科普经费的紧缺也降低了公众对科学研究的热情”。在任务成功的2天后，中国披露了一个“更加聪明”的任务版本：发射一个探测器到彗星或小行星上，并把它推离轨道。该计划会在中国发射探测器到月球之后开始执行。

### 把名字送往彗星

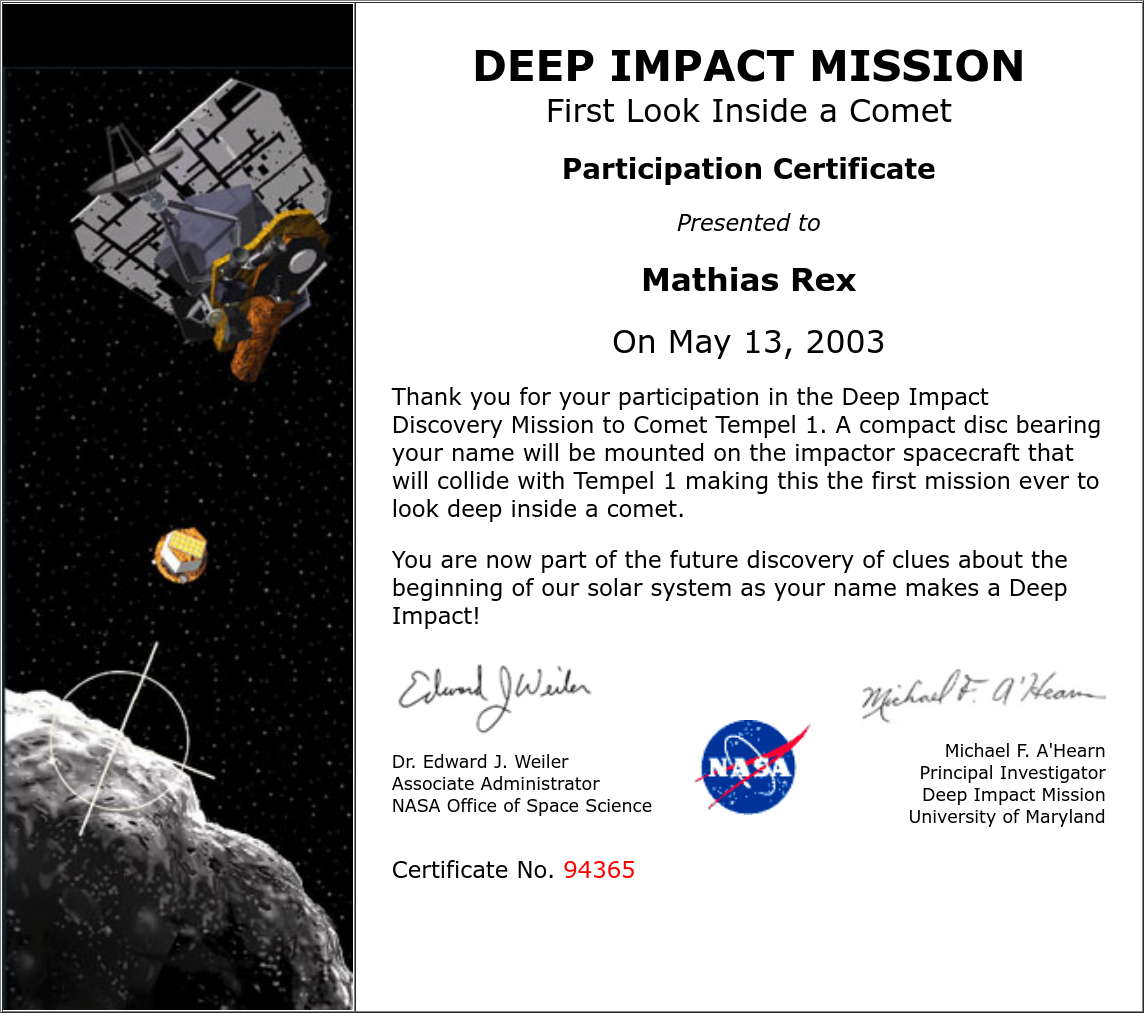
某维基人参与“把名字发送到彗星上”活动的证明

该任务由于它的一个推广活动而广为人知：“把你的名字送往彗星（Send Your Name To A Comet）！”。在2003年5月到2004年1月份之间喷气推进实验室网站的访客都会受邀留下他们的名字，最后总共达62.5万个名字被刻录在一张迷你上，并搭载深度撞击号的撞击器升空。探测器科研组的唐·约曼斯博士声称“这是一个成为地外太空任务一部分的机会...... 当探测器在2004年12月发射时，你和你所爱的人的名字能够被搭载进入这个旅程，并可能成为历史上最美丽的太空焰火的一部分”。该设想是为了增加任务的趣味性。

### 庆祝活动
深度撞击号任务与在洛杉矶举行的比尔海利与彗星合唱团的歌曲围着时钟摇摆登上摇滚单曲销售排行榜榜首50周年庆祝同时进行。随着24小时任务的成功进行，马丁·刘易斯创作了一个2分钟的音乐视频，视频使用撞击图片与深度撞击号探测器的电脑动画，伴随着比尔海利与彗星合唱团在1955年的表演，以及其存世成员在2005年3月的表演。这个视频在随后几个星期放到了网站上。
7月5日，为了庆祝任务的成功进行，彗星合唱团还在世的原始成员（从71岁到84岁）为喷气推进实验室的数百员工举行了一场免费音乐会。这件事情受到全世界的广泛关注。之后在2006年2月，国际天文学会在命名小行星79896比尔海利的评论中提到了这场音乐会。

### 业余天文学家的贡献

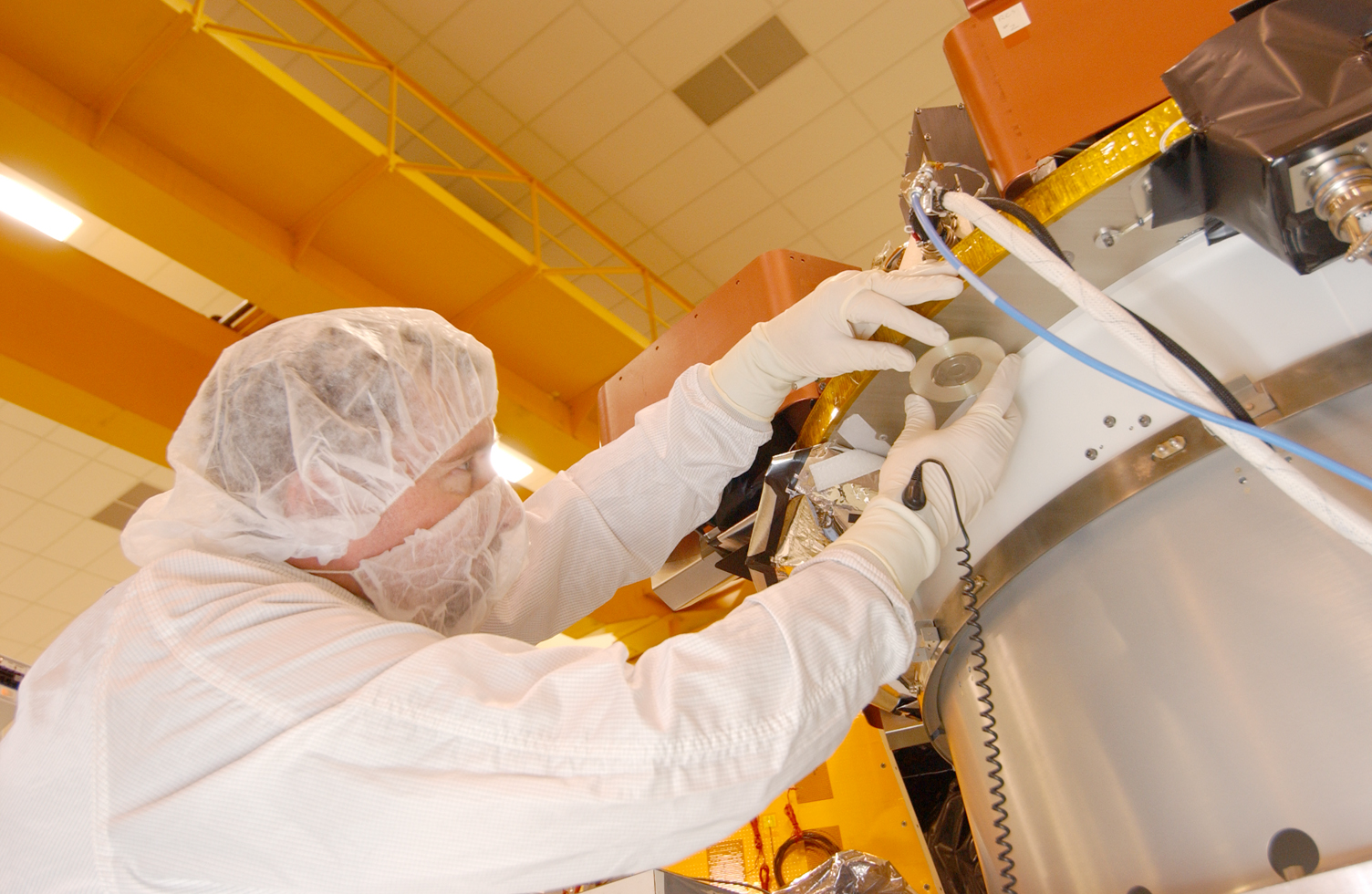
撞击器搭载的该CD里有625,000个名字。

仅有专业的大望远镜如凯克天文台或哈勃太空望远镜是不够的，深度撞击号的科学家们呼吁“高级业余爱好者、学生和专业天文学家”使用小型望远镜对彗星撞击前后进行长期观测。这些观测的目的是寻找“气体喷发、彗髮演变、尘埃产生率、彗尾演变以及喷射活动”。到2007年中期，业余天文学家已经提交超过1000张彗星的CCD照片。
一个值得注意的业余发现来自夏威夷某学校的学生，他们和英美科学家合作，通过网络操作夏威夷的北霍基斯望远镜进行实时拍摄。这是最先拍摄到撞击影像的小组之一。一名业余天文学家报告发现彗星周围的无结构亮云，估计在撞击後增加了2星等。另一名爱好者由NASA的图片制作了撞击区域的地图。

## 扩展任务
深度撞击任务在2005年完成坦普尔1号任务之后，被扩展为一个叫做EPOXI（Extrasolar Planet Observation and Deep Impact Extended Investigation，太阳系外行星观测和深度撞击扩展研究）的彗星探索任务。

### 飞越Boethin彗星
它的第一个扩展任务是飞越Boethin彗星，但是出了一些问题。2005年7月21日，深度撞击号进行了一次轨道修正，使得探测器利用地球的引力向另外一颗彗星进发。
原计划定于在2008年12月5日在700千米处飞越Boethin彗星。深度撞击项目组的组长迈克尔·阿赫恩（Michael A'Hearn）解释说“我们建议，不管在坦普尔1号彗星的结论是特有的还是类似于其他彗星，探测器都直接飞越Boethin彗星进行探测”。这项价值达4千万美元的任务能够得到与坦普尔1号彗星撞击约一般的信息量，但是成本却只是其零头。深度撞击号将使用其分光仪研究彗星表面的组成，并用望远镜观测彗星的表面地貌。
然而当地球的重力助推效应到来时，天文学家却无法定位Boethin彗星。彗星可能碎裂成多块，变得过于暗淡而无法观测，这使得它的轨道难以精确计算，并不得不放弃进行探测器飞越。

### 飞越哈特雷2号彗星

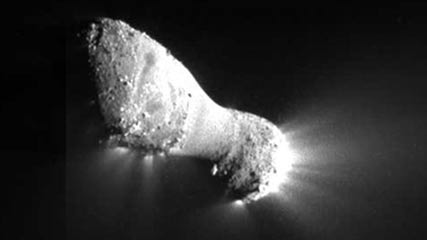
2010年11月4日拍摄的哈特雷2号彗星

喷气推进实验室小组把哈特雷2号彗星作为飞越目标。深度撞击号又需要经过2年的飞行。2010年5月28日进行了一次11.3秒的点火，以保证6月27日的交会和11月4日的飞越。
11月4日，深度撞击扩展任务EPOXI从距离哈特雷2号彗星700千米处发回照片，揭示了其花生形状的彗核和几处喷发。照片由探测器的中解析度仪器拍摄。